# Abby Sciuto
Abigail "Abby" Beethoven Sciuto è un personaggio della serie televisiva NCIS - Unità anticrimine, interpretato da Pauley Perrette. Fa parte del cast principale fino alla 15ª stagione, al termine della quale il personaggio lascia la serie.

## Sviluppo del personaggio
La Perrette è stata scelta per il ruolo di Abby Sciuto nel 2003 e la specialista forense appare nelle serie fin dal primo episodio. L'attrice ha raccontato che, in merito al suo personaggio, il produttore della serie Donald P. Bellisario le spiegò che quando aveva creato Magnum, P.I. aveva introdotto un veterano della guerra del Vietnam che si discostasse dagli stereotipi negativi. Allo stesso modo l'idea che aveva di Abby era quella di una persona con uno stile alternativo, che amasse i tatuaggi e lo stile goth ma fosse allo stesso tempo solare e di successo. Doveva inoltre avere i capelli neri, essere dipendente dalla caffeina e intelligente.
Secondo Bellisario avere come scienziata forense una amante dello stile goth avrebbe inoltre aiutato a fare presa su un pubblico più giovane, facendo subito capire che la serie aveva un taglio diverso rispetto alla più matura JAG - Avvocati in divisa.
In alcuni flashback nell'episodio Colpisci e scappa (Hit & Run) della decima stagione la versione da bambina di Abby è interpretata dall'attrice statunitense Brighton Sharbino, che all'epoca aveva 11 anni.

## Ruolo
Abigail Sciuto è l'addetta alle analisi del laboratorio del Naval Criminal Investigative Service (NCIS); quasi sempre è indispensabile per la risoluzione dei casi perché grazie alle sue analisi precise e accurate riesce spesso a evidenziare prove o tracce che consentono alla squadra di Leroy Jethro Gibbs di portare a termine le indagini e scovare i colpevoli. Abby visita raramente le scene dei crimini, rimanendo quasi sempre nel suo laboratorio.

## Personalità
Abby è una ragazza dalla personalità non comune, ama la cultura goth e questa sua passione si riflette su tutti i tratti del personaggio. Veste sempre con abiti scuri, indossa spesso collari e braccialetti con borchie di vario genere, cinture che assomigliano a catene e magliette con ossa, teschi o croci, insolite per una scienziata; eppure ha la fobia dei cadaveri e quindi raramente si avventura nella sala delle autopsie dove opera il dottor Donald Mallard.

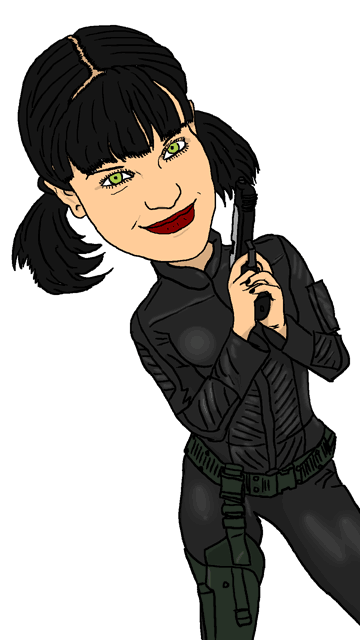
Caricatura dell'attrice Pauley Perrette nei panni di Abby Sciuto

Adora lavorare ascoltando musica, spesso di genere metal o rock, molto alta. Si diverte a giocare con bambole voodoo, ha un pupazzo a forma di ippopotamo di nome Bert che emette flatulenze se compresso, ama i fumetti e si sposta utilizzando come automobile una Ford Model A 5-window Coupe Hot Rod del 1931. A casa dorme in una bara e ogni mattina legge il suo oroscopo. Nel tempo libero fa volontariato.
Nonostante il suo abbigliamento gotico, Abby è una persona gioviale e sorridente, dimostrando spesso un lato quasi fanciullesco di se stessa in situazioni particolarmente liete o tristi. Adora il suo lavoro e la scienza, infatti è molto rispettata e benvoluta da tutti i suoi superiori, persino da Eli David, direttore del Mossad. È un'accanita bevitrice di caffè, anche più di Gibbs. A dispetto delle apparenze, è perfettamente in grado di difendersi da sola anche di fronte a degli assassini. In più di un'occasione è stata presa di mira da uomini spietati ma è stata capace di neutralizzarli da sé, persino contro un killer pagato per ucciderla.
Nell'episodio "Nemico al Congresso" della nona stagione, si scopre che è stata adottata ed ha un fratello biologico di nome Kyle.

## Relazioni
Abby ha una grande affinità con tutti i personaggi della serie, è rispettata da tutti e tutti all'NCIS la conoscono per via delle sue stravaganze e le vogliono bene. Ha avuto una storia ora conclusa con McGee (tanto che lui ha ricordato questa relazione anche nei suoi romanzi) e spesso durante le diverse stagioni lei mostra gelosia nei confronti di possibili ragazze frequentate dall'"amico". Prova un grande affetto per Gibbs che lui ricambia; questo si può notare nell'episodio Bagno di sangue, dove Gibbs le fa compagnia in ascensore. Ha un rapporto molto divertente con DiNozzo, composto da battute da una parte e dall'altra, ma lui la rispetta moltissimo infatti, quando gli viene iniettato un siero della verità da un terrorista e parla di lei, oltre alle sue bizzarre qualità la definisce "la donna più straordinaria del mondo", mentre lei gli è molto affezionata, infatti lo difende sempre a spada tratta se qualcuno parla male di lui. Aveva un bellissimo rapporto con l'agente speciale Kate Todd e rimane profondamente segnata dalla sua morte, avvenuta al termine della seconda stagione per mano del terrorista Ari Haswari, e anche per questo inizialmente non sopporta Ziva David, l'agente di collegamento con il Mossad, tanto che in un episodio si sono prese a schiaffi; successivamente, invece, le due diventano grandi amiche.
Verso la fine della quindicesima stagione, Abby era molto legata a Clayton Reeves, e i due vanno a cena insieme nel terzultimo episodio. Dopo il pasto, i due vengono avvicinati da un uomo che chiede loro degli spiccioli. Egli in realtà era stato mandato per uccidere Abby, e infatti spara, colpendo lei nel torace e Clayton nel cuore. Abby riesce a sopravvivere, e parte con la salma di lui verso l'Inghilterra, per seppellirlo vicino alla madre, come da suo testamento, e decide di rimanervi a vivere, dicendo addio ai suoi colleghi e venendo sostituita da Kasie Hines.

## Accoglienza
Abby è uno dei personaggi più amati della serie e nel 2018 Pauley Perrette è stata votata come attrice più amata della TV americana, davanti a Taraji P. Henson (interprete di Cookie Lyon in Empire) e Emilia Clarke, celebre per il ruolo di Daenerys Targaryen ne Il Trono di Spade.
Grazie al suo stile caratteristico il personaggio è inoltre copiato dai fan in occasioni di eventi cosplay o per i travestimenti di Halloween.